# Rostadneset
Rostadneset est une localité de la commune de Fredrikstad, en Norvège. Elle est située au nord de la ville de Fredrikstad dans l'ancienne municipalité de Rolvsøy. Sa population ( SSB 2019) est de 289 habitants. 